# Serra de Las Ampolas
La serra de las Sampolas està situada a l'est de la província de Terol, més concretament, en la comarca Gúdar-Javalambre. Aquesta serra es troba en Puertomingalvo i es pot considerar com els últims contraforts del Sistema Ibèric abans d'entrar a la província de Castelló, uns quilòmetres abans del massís de Penyagolosa. La seua altitud ronda entre els 1.400 metres i els 1.723 metres aproximadament. Una de les muntanyes més altes d'aquesta serra, és Las Sampolas a 1.723 metres d'altitud, situada enfront de la població de Puertomingalvo. La serra fa frontera amb el riu de Montlleó amb la província de Castelló, i amb el terme municipal de Vistabella del Maestrat.
Una característica d'aquest conjunt de muntanyes són els seus masos, amb una xifra aproximada de 15 llogarets als peus o dins de la serralada, com a més destacats Las Sampolas de Valero, Las Sampolas de Guillermo o La Mata Sancha.